# Sennelier
Sennelier — це французька компанія-виробник художніх матеріалів, відома переважно своїми пігментами відібраними вручну. Компанія виробляє широкий асортимент фарби, включаючи акрил, олію, акварель, гуаш, олійну та суху (м'яку) пастель, індійські чорнила, темперу та інші матеріали.

## Історія
Гюстав Сеннельє відкрив цей магазин художніх товарів в 1887 році поблизу знаменитої школи витончених мистецтв. Спочатку Сеннельє продавав фарби різних виробників, пізніше він вирішив виготовляти власні фарби, використовуючи місцеві пігменти та сполучні речовини закуплені під час подорожей по Європі.
Анекдотичним би було вважати, що Сеннельє набув популярності в цей час. Магазини товарів для мистецтва були повсюди, Сезанн, Гоген та багато інших художників ходили поблизу в пошуках певних відтінків фарби. Якби Гюстав Сеннельє запасся цими кольорами, він би створив їх для своїх художників.
У 1949 році Анрі Сеннельє, син Гюстава, створив першу олійну пастель професійної якості для Пабло Пікассо . Пікассо хотів використовувати кольори на будь-якій поверхні без спеціальної підготовки. На додаток до вищезгаданих Сезанна, Гогена та Пікассо, Вінсент Ван Гог також використовував олійну фарбу Sennelier.
Sennelier — одна з небагатьох компаній, які все ще пропонують сухі пігменти на продаж. Сьогодні більшість художників просто купують готові фарби. Асортимент сухих чистих пігментів, пропонованих компанією, досить великий і перевищує вісімдесят кольорів. Художник може змішувати кольори в бажаних пропорціях, створюючи низку можливостей. У компанії Sennnelier є веб-сайт, на якому докладніше розповідається про ці методи, а також кілька відео, що демонструють використання продуктів. Він французькою мовою, але дозволяє користувачеві вибрати англійську.

## Зовнішні посилання
- Офіційний сайт
- L'expérience d'un artisan de la couleur de l'art

Шаблон:Art materials brands